# Национальная стратегия безопасности киберпространства

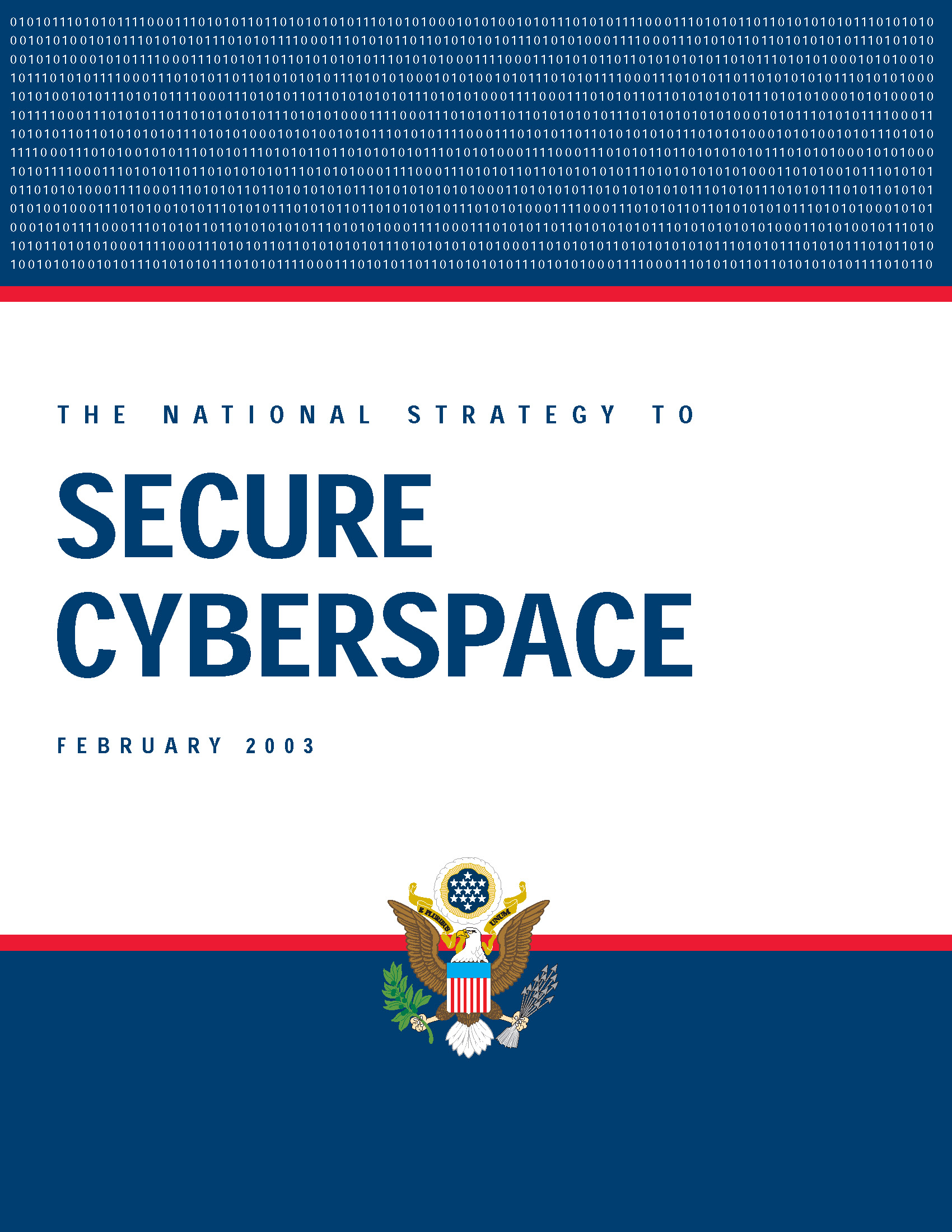
Национальная стратегия безопасности киберпространства, документ Министерства внутренней безопасности США 2003 года

Национальная стратегия безопасности киберпространства (англ. National Strategy to Secure Cyberspace) США — составная часть стратегии национальной безопасности США. Национальная стратегия безопасности киберпространства была разработана Министерством внутренней безопасности США в качестве реакции на террористические акты 11 сентября 2001 года и опубликована 14 февраля 2003 года. Этот документ был подготовлен после года полевых исследований состояния компьютерной безопасности в университетах, правительственных учреждениях и компаниях США, и пяти месяцев общественного обсуждения. Стратегия содержит рекомендации по обеспечению компьютерной безопасности, а также содействию образования в сфере инфобезопасности.
Национальная стратегия защиты киберпространства выделяет три стратегические цели:
1. Защиту от кибератак критических инфраструктур США;
2. Уменьшение уязвимости от кибератак в общенациональном масштабе;
3. Минимизация ущерба и времени восстановления от идущих кибератак.

Для достижения этих целей, Национальная стратегия выделяет ряд национальных приоритетов:
1. Создание национальной системы реагирования на киберугрозы;
2. Разработка программы по снижению киберугроз и уязвимости, создание Центра компетенций по инфобезопасности и программу обучения инфобезопасности, необходимую для защиты информационных система правительства;
3. Создание системы международного сотрудничества в сфере инфобезопасности.

В конечном счете, Национальная стратегия поощряет компании США регулярно пересматривать свои планы инфобезопасности, а рядовых пользователей Интернета — добавлять файрволы и антивирусное программное обеспечение к их системам. Она призывает к созданию единого федерального центра обнаружения мониторинга и анализа кибератак, расширенному исследованию кибербезопасности и улучшению сотрудничества между правительством и бизнесом в этой сфере.